# Władze miasta Kudowa-Zdrój
Władze miasta Kudowa-Zdrój

Herb Kudowy-Zdroju

Kudowa-Zdrój ma status gminy miejskiej. Mieszkańcy Kudowy-Zdroju wybierają do swojej rady miasta piętnastu radnych w wyborach co 5 lat, w sześciu okręgach wyborczych, a od 2014 roku w piętnastu okręgach wyborczych. Organem wykonawczym władz jest burmistrz. Siedzibą władz miasta jest zabytkowa willa, znajdująca się przy ulicy Zdrojowej 24. Mieszkańcy Kudowy-Zdroju wybierają parlamentarzystów z okręgu wyborczego Wałbrzych, a posłów do Parlamentu Europejskiego z dolnośląsko-opolskiego okręgu wyborczego z siedzibą we Wrocławiu.
Burmistrzowie Kudowy-Zdroju po 1945
- 1945–1946 Władysław Twardy[5]
- 1946 Karol Duda[5]
- 1946-1947 Zbigniew Kitrys[5]
- 1947-1950 Władysław Twardy[5]

## Burmistrzowie Kudowy-Zdroju od 1990
- 1990–1992 – Zbigniew Piękoś[6][7]
- 1992–1994 – Piotr Pawelczyk[8][6]
- 1994–2014 – Czesław Kręcichwost[6]
- 2014–2018 – Piotr Maziarz
- od 2018 – Aneta Potoczna

## Wyniki wyborów samorządowych do Rady Miejskiej w Kudowie Zdroju (wg komitetów wyborczych) w l. 2002–2014
| 2002                                         | 2002           | 2006                                         | 2006           | 2010                                         | 2010           | 2014                                         | 2014           |
| Komitet (nr listy)                           | Ilość mandatów | Komitet (nr listy)                           | Ilość mandatów | Komitet (nr listy)                           | Ilość mandatów | Komitet (nr listy)                           | Ilość mandatów |
| KW Na Rzecz Rozwoju Miasta Kudowa-Zdrój (12) | 6              | KW Na Rzecz Rozwoju Miasta Kudowa-Zdrój (21) | 10             | KW Na Rzecz Rozwoju Miasta Kudowa-Zdrój (21) | 9              | KW Na Rzecz Rozwoju Miasta Kudowa-Zdrój (17) | 7              |
| KW Kudowa Mój Dom (10)                       | 1              | KWW Kudowskie Forum Samorządowe 2006 (19)    | 2              | KWW My dla Kudowy (20)                       | 3              | KWW My dla Kudowy (19)                       | 7              |
| KWW Kudowska Arka (11)                       | 1              | KW Prawo i Sprawiedliwość (5)                | 3              | KW Prawo i Sprawiedliwość (5)                | 2              | KW Prawo i Sprawiedliwość (3)                | –              |
| KWW Dobry Wybór (9)                          | 3              | –                                            | –              | KW Wyborców Masz Wybór (18)                  | 1              | KWW Nasza Kudowa (16)                        | 1              |
| KWW Nasza Szkoła (15)                        | 2              | –                                            | –              | –                                            | –              | –                                            | –              |
| KWW Otwarty dialog (16)                      | 1              | –                                            | –              | –                                            | –              | –                                            | –              |
| KW Kudowskie Forum Obywatelskie (13)         | 1              | –                                            | –              | –                                            | –              | –                                            | –              |

## Radni Rady Miejskiej w Kudowie Zdroju w l. 2002-2018
(numery w nawiasach oznaczają komitety wyborcze)
| 2002      | 2002                               | 2006      | 2006                               | 2010      | 2010                               | 2014      | 2014                               |
| Nr okręgu | Nazwisko i imię radnego (nr listy) | Nr okręgu | Nazwisko i imię radnego (nr listy) | Nr okręgu | Nazwisko i imię radnego (nr listy) | Nr okręgu | Nazwisko i imię radnego (nr listy) |
| 1         | Buksiak Stanisław (11)             | 1         | Gucz Wiktor (19)                   | 1         | Gucz Wiktor (18)                   | 1         | Gucz Wiktor (19)                   |
| 1         | Janiszewska Grażyna (10)           | 1         | Janiszewska Grażyna (21)           | 1         | Janiszewska Grażyna (21)           | 2         | Kandefer Damian (19)               |
| 1         | Rachuba Łucja (12)                 | 1         | Rachuba Łucja (21)                 | 1         | Grzegorzewska Anna (21)            | 3         | Kluka Bogusław (17)                |
| 2         | Łuczyszyn Wiesław (9)              | 2         | Szełęga Tadeusz (21)               | 2         | Szełęga Tadeusz (21)               | 4         | Szełęga Tadeusz (17)               |
| 2         | Brodziak Beata (15)                | 2         | Koczot Paweł (19)                  | 2         | Mróz Anna (20)                     | 5         | Mróz Anna (19)                     |
| 2         | Burger Bogusław (12)               | 2         | Burger Bogusław (21)               | 2         | Rachuba Łucja (21)                 | 6         | Midor-Burak Marta (19)             |
| 3         | Szafrańska Henryka (12)            | 3         | Szafrańska Henryka (21)            | 3         | Marecka-Szydło Elżbieta (20)       | 7         | Marecka-Szydło Elżbieta (19)       |
| 3         | Kobel Dariusz (9)                  | 3         | Oleśko Mariusz (4)                 | 3         | Oleśko Mariusz (5)                 | 8         | Ziemianek Bolesław (17)            |
| 4         | Fugowski Władysław (12)            | 4         | Kanecki Andrzej (21)               | 4         | Olejarz Mirosław (20)              | 9         | Olejarz Mirosław(19)               |
| 5         | Filewicz Antoni (16)               | 5         | Żulińska Teresa (21)               | 5         | Żulińska Teresa (21)               | 10        | Żulińska Teresa (17)               |
| 5         | Maziarz Piotr (12)                 | 5         | Biernacik Wojciech (4)             | 5         | Biernacik Wojciech (5)             | 11        | Fabrycka Joanna (19)               |
| 4         | Gaździak Zygmunt (15)              | 4         | Gaździak Zygmunt (21)              | 4         | Kanecki Andrzej (21)               | 12        | Bielawska Sylwia (17)              |
| 5         | Mrowiec Marian (12)                | 5         | Mrowiec Marian (21)                | 5         | Mrowiec Marian (21)                | 13        | Kieca Mariusz Jacek (17)           |
| 6         | Koczot Tomasz (9)                  | 6         | Łukasik Jerzy (4)                  | 6         | Wolińska Zofia (21)                | 14        | Buksak Bogusław (16)               |
| 6         | Karch Teresa (13)                  | 6         | Karch Teresa (21)                  | 6         | Turoń Maciej (21)                  | 15        | Turoń Maciej (17)                  |

## Preferencje polityczne mieszkańców Kudowy-Zdroju w świetle wyników wyborów do Sejmu RP w latach 2005–2019
|                                                        | 2005          | 2005           | 2007          | 2007           | 2011          | 2011           | 2015          | 2015           | 2019          | 2019           |
| Komitet                                                | Liczba głosów | Procent głosów | Liczba głosów | Procent głosów | Liczba głosów | Procent głosów | Liczba głosów | Procent głosów | Liczba głosów | Procent głosów |
| KW Prawo i Sprawiedliwość                              | 831           | 26.46%         | 1344          | 31.80%         | 1 254         | 31,40%         | 1499          | 37.53%         | 2 086         | 39,94%         |
| KW Platforma Obywatelska od 2019 Koalicja Obywatelska  | 733           | 23.34%         | 1699          | 40.20%         | 1 774         | 44,43%         | 1193          | 29.87%         | 1 661         | 31,80%         |
| KW Sojusz Lewicy Demokratycznej                        | 405           | 12.89%         | 596           | 14.10%         | 287           | 7,19%          | 414           | 10.37%         | 673           | 12,89%         |
| KW Polskie Stronnictwo Ludowe                          | 288           | 9.17%          | 452           | 10.70%         | 165           | 4,13%          | 63            | 1.58%          | 383           | 7,33%          |
| KW Ruch Palikota                                       | –             | –              | –             | –              | 415           | 10,39%         |               |                |               |                |
| KW Liga Rodzin Polskich                                | 320           | 10.19%         | 48            | 1.14%          | –             | –              | –             | –              | –             | –              |
| KW „Kukiz'15"                                          | –             | –              | –             | –              | –             | –              | 300           | 7.51%          | –             | –              |
| KW Samoobrona RP                                       | 224           | 7.13%          | 31            | 0.73%          | –             | –              | –             | –              | –             | –              |
| KW Nowoczesna                                          | –             | –              | –             | –              | –             | –              | 231           | 5.78%          | –             | –              |
| KW Korwin od 2019 Konfederacja Wolność i Niepodległość | 43            | 1.37%          | –             | –              | –             | –              | 149           | 3.73%          | 254           | 4,86%          |
| KW Partia Razem                                        | –             | –              | –             | –              | –             | –              | 123           | 3.08%          | –             | –              |
| KW Bezpartyjni i Samorządowcy                          | –             | –              | –             | –              | –             | –              | –             | –              | 166           | 3,18%          |
| KW JOW Bezpartyjni                                     | –             | –              | –             | –              | –             |                | 22            | 0,55           | –             | –              |
| KW Polska Jest Najważniejsza                           | –             | –              | –             | –              | 63            | 1,58%          | –             | –              | –             | –              |
| KW Polska Partia Pracy                                 | 48            | 1.53%          | 56            | 1.33%          | 35            | 0,88%          | –             | –              | –             | –              |
| KW Ruch Patriotyczny                                   | 19            | 0.60%          | –             | –              | –             | –              | –             | –              | –             | –              |
| KW Partii Demokratycznej                               | 64            | 2.04%          | –             | –              | –             | –              | –             | –              | –             | –              |
| KW Socjaldemokracji RP                                 | 142           | 4.52%          | –             | –              | –             | –              | –             | –              | –             | –              |
| KW Polskiej Partii Narodowej                           | 9             | 0.29%          | –             | –              | –             | –              | –             | –              | –             | –              |
| KW Ogólnopolska Koalicja Obywatelska                   | 8             | 0.25%          | –             | –              | –             | –              | –             | –              | –             | –              |
| KW Narodowego Odrodzenia Polski                        | 7             | 0.22%          | –             | –              | –             | –              | –             | –              | –             | –              |